# Сельское поселение «Село Тугур»
Се́льское поселе́ние «Село Тугур» — муниципальное образование в Тугуро-Чумиканском районе Хабаровского края Российской Федерации.
Административный центр — село Тугур.

## История
Статус и границы сельского поселения установлены Законом Хабаровского края от 28 июля 2004 года № 208 «О наделении посёлковых, сельских муниципальных образований статусом городского, сельского поселения и об установлении их границ».

## Население
| 2003 | 2004 | 2005 | 2006 | 2007 | 2010 | 2011 |
| ---- | ---- | ---- | ---- | ---- | ---- | ---- |
| 506  | ↘482 | ↘450 | ↘429 | ↗477 | ↘389 | ↘387 |
| 2012 | 2013 | 2014 | 2015 | 2016 | 2017 | 2018 |
| ↘384 | ↘364 | ↘356 | ↗357 | ↘346 | ↗347 | ↗355 |
| 2019 | 2020 | 2021 |      |      |      |      |
| ↘352 | ↘344 | ↘315 |      |      |      |      |

## Состав сельского поселения
| № | Населённый пункт | Тип населённого пункта       | Население |
| - | ---------------- | ---------------------------- | --------- |
| 1 | Тугур            | село, административный центр | ↘315      |